# Agnes Adler
Agnes Charlotta Dagmar Adler, född Hansen den 19 februari 1865 i Köpenhamn, död där den 11 oktober 1935, var en dansk pianovirtuos. Hon var syster till Emil Robert-Hansen.
Adler var elev till Edmund Neupert och Edvard Helsted. Hon debuterade i "Musikforeningen" i Köpenhamn 1881, och blev lärarinna vid kungliga musikkonservatoriet i Köpenhamn 1900. Adler var särskilt framstående som kammarmusiker. Hon gifte sig 1892 med grosshandlaren Sigfrid Adler (död 1910).

## Utmärkelser
- Tagea Brandts rejselegat for kvinder, 1928